# 霧の感情飛行
『霧の感情飛行』（きりのかんじょうひこう）は、朝日放送（ABC）が制作し、NETテレビ（現・テレビ朝日）系列で放送されたテレビドラマである。1975年4月7日から8月25日の間、月曜夜9時からの1時間枠で放送された。全21回。

## 作品内容
東京郊外にあるC飛行場（モデルは調布飛行場）を拠点とする小さな航空会社「東京冒険ヘリ」は、他社が嫌がる仕事を引き受ける不思議な会社である。たとえば、経費がかさむ長期間の探索飛行、燃え盛る石油タンクの消火作業、さらにはワルツなどのBGMに乗せての曲芸飛行、などである。
そこへ、冒険ヘリが怪しいと睨んだ刑事と、ひとりの女の出現によって、冒険ヘリは窮地に立たされる。

## 制作の背景
本作は、東京・大阪のJNN/ANN系列の変更（腸捻転ネットワークの解消。それまでのTBS - ABC・NETテレビ - 毎日放送(MBS)が、TBS - MBS・NET - ABCとなった）により、新たに設けられたドラマ枠のひとつである。
しかし、2クール=26話の予定が、21話に短縮された。

## キャスト
- 石坂浩二
- 佐藤慶
- 池部良
- 大谷直子
- 緒形拳
- 河原崎建三
- 菅井きん
- 織本順吉

## スタッフ
- プロデューサー：山内久司
- 脚本：佐々木守
- 音楽：平尾昌晃
- 演出：西村大介
- 主題歌：冬至優「忘れかけたうた」（作詞：片桐和子、作曲：平尾昌晃）

| 朝日放送 月曜21時台 （本番組開始以降はNETテレビ→テレビ朝日系列）                                                                                              | 朝日放送 月曜21時台 （本番組開始以降はNETテレビ→テレビ朝日系列） | 朝日放送 月曜21時台 （本番組開始以降はNETテレビ→テレビ朝日系列） |
| 前番組 | 番組名                                                           | 次番組                                                           |
| --- | ---------------------------------------------------------------- | ---------------------------------------------------------------- |
| ここまでTBS系列 月曜ロードショー（TBS制作） ※21:00 - 22:55 （毎日放送(MBS)に番組移行。 ABCでのネットは1975年3月24日まで）                                     | 霧の感情飛行 （自社制作）                                        | にっぽんの歌 （NETテレビ制作）                                   |
| NET系 月曜21時台 |                                                                  |                                                                  |
| にっぽんの歌（第1期） （ここまでNET制作枠）※MBSは『プレイガールQ』 （東京12CHから同時ネット・ローカルセールス枠に降格） 『にっぽんの歌』はKBS・SUN・WTVで放映 | 霧の感情飛行 （ABC制作枠）                                       | にっぽんの歌（第2期） （ここから再びNET制作枠）                  |